# Panciîșîne, Teplîk
Panciîșîne (în ucraineană Панчишине) este un sat în comuna Velîka Mociulka din raionul Teplîk, regiunea Vinnița, Ucraina.

## Demografie
Componența lingvistică a localității Panciîșîne
     Ucraineană (100%)
Conform recensământului din 2001, toată populația localității Panciîșîne era vorbitoare de ucraineană (100%).